# Deep Cuts (album, Strawbs)
Deep Cuts je studiové album od anglické skupiny Strawbs.

## Seznam stop

### Strana 1
1. "I Only Want My Love to Grow in You" (Dave Cousins, Chas Cronk) – 3:00
2. "Turn Me Round" (Cousins, Cronk) – 3:42
3. "Hard Hard Winter" (Cousins, Robert Kirby) – 2:54
4. "My Friend Peter" (Cousins, Cronk) – 2:15
5. "The Soldier's Tale" (Cousins, Cronk) – 4:15

### Strana 2
1. "Simple Visions" (Cousins, Cronk) – 4:40
2. "Charmer" (Cousins, Cronk) – 3:13
3. "Wasting My Time" (Thinking of You) (Cousins, Cronk) – 2:27
4. "Beside the Rio Grande" (Cousins) – 4:18
5. "So Close and yet so Far Away" (Cousins) – 2:59

### Bonus track
Japonská re-edice CD obsahuje následující bonus:
1. You Won't See the Light (Dave Lambert)

## Obsazení
- Dave Cousins – sólový zpěv, doprovodný zpěv, akustická kytara
- Dave Lambert – sólový zpěv, doprovodný zpěv, akustická kytara, elektrická kytara
- Chas Cronk – doprovodný zpěv, basová kytara, akustická kytara
- Rod Coombes – doprovodný zpěv, bicí, perkusy

hostující hudebníci
- Robert Kirby – doprovodný zpěv, mellotron, elektrické piano, lesní roh
- John Mealing – piano, varhany, elektrické piano, harpsichord, syntetizér
- Rupert Holmes – piano, harpsichord, clavinet, klarinet

Nahráno a mixováno v The Manor Studio, Kidlington, Oxfordshire

## Historie vydání
| Region             | Datum | Značka               | Formát    | Katalog       | Poznámka                 |
| ------------------ | ----- | -------------------- | --------- | ------------- | ------------------------ |
| Spojené království | 1976  | Oyster               | stereo LP | 2391 234      |                          |
| Spojené státy      | 1976  | Oyster               | stereo LP | OY-1-1603     |                          |
| Spojené království | 1976  | Oyster               |           | 3177 234      |                          |
|                    | 1996  | Road Goes on Forever | CD        | RGF/WCDCD 027 | Baleno s Burning for You |
| Japonsko           | 2003  | Muskrat              | CD        | RATCD 4219    | obsahuje bonus           |
| Spojené království | 2006  | Witchwood Media      | CD        | WMCD 2031     |                          |